# 九州大学病院
九州大学病院（きゅうしゅうだいがくびょういん）は、福岡市東区にある九州大学医学部・歯学部附属の大学病院である。大分県別府市には分院の九州大学病院別府病院がある。2014年の患者数は、医科外来521,830名、歯科外来168,992名、医科入院396,823名、歯科入院12,957名である。略称は九大病院（きゅうだいびょういん）。

## 概要
ベッド数1,275床、外来患者は１日平均2,500人。診療科系統ごとに9つの「ブロック受付」を設け、個々に会計処理を行い、支払いまでの時間の短縮を図っている。患者を氏名ではなく番号で呼ぶシステムを導入している。
新病院は、地上11階、地下1階、高さ56m、延べ床面積約12万m2で、総工費1千億円、11年半の歳月を掛けて建設された。また国立大学の建造物として初めて免震システムを採用している。
ISO9001、ISO15189を取得している。
2016年（平成28年）1月27日に臨床研究中核病院として承認された。

## 診療科
- 血液・腫瘍・心血管内科
- 免疫・膠原病・感染症内科
- 消化管内科
- 腎・高血圧・脳血管内科
- 内分泌代謝・糖尿病内科
- 肝臓・膵臓・胆道内科
- 心療内科
- 脳神経内科
- 循環器内科
- 呼吸器内科
- 産婦人科
- 小児科
- 消化管外科
- 肝臓・脾臓・門脈・肝臓移植外科
- 胆道・膵臓・膵臓移植
- 腎臓移植外科
- 呼吸器外科
- 乳腺外科
- 内分泌外科
- 血管外科
- 整形外科
- 脳神経外科
- 心臓血管外科
- 小児外科
- 皮膚科
- 泌尿器・前立腺・腎臓・副腎外科
- 精神神経科
- 眼科
- 耳鼻咽喉・頭頚部外科
- リハビリテーション科
- 放射線科
- 麻酔科蘇生科
- 総合診療科
- 形成外科
- 先端分子・細胞治療科
- 口腔保健科
- 口腔機能修復科
- 口腔顎顔面外科
- 口腔包括診療科

## 沿革
- 1867年 - 黒田藩の藩校として西洋医学の教育機関である賛生館が設置される。
- 1874年 - 賛生館の附属病院を新たに修猷館内に開設。
- 1877年 - 診療所を福岡病院に改めると同時に博多中之島元製鉄練所跡に移転。
- 1879年 - 福岡病院が県に移管され県立福岡医学校附属病院と改める。
- 1888年 - 県立福岡医学校の廃止によって県立福岡病院に改める。
- 1903年 - 京都帝国大学福岡医科大学設置により県立福岡病院が京都帝国大学福岡医科大学附属医院となる。
- 1911年 - 九州帝国大学医科大学附属医院に改める。
- 1919年 - 九州帝国大学医学部附属医院に改める。
- 1924年 - 生の松原分院設置。
- 1931年 - 大分県別府市に温泉治療学研究所設置。
- 1947年 - 九州大学医学部附属医院に改める。
- 1949年 - 九州大学医学部附属病院に改める。
- 1964年 - 温泉治療学研究所附属病院設置。
- 1967年 - 生の松原分院を胸部疾患研究施設内科と改める。歯科口腔外科が歯学部として独立し歯学部附属病院設置。
- 1973年 - 胸部疾患研究施設内科が生の松原における診療を廃止し、本院地区に統合。
- 1974年 - 胸部疾患研究施設内科を呼吸器科に改める。
- 1982年 - 温泉治療学研究所及び医学部附属癌研究施設を改組・統合して生体防御医学研究所を設置し、温泉治療学研究所附属病院は生体防御医学研究所附属病院となる。
- 2003年 - 医学部附属病院、歯学部附属病院、生体防御医学研究所附属病院を統合し、現名称になる。生体防御医学研究所附属病院を別府先進医療センターに改組。
- 2008年 - ウエストウイング開院。
- 2009年5月 - 看護師宿舎本館跡駐車場設置。
- 2009年6-9月 - 馬出保育所(仮称)新営工事。
- 2009年（平成21年）6月16日-9月18日 -  新外来棟横立体駐車場の建設工事。
- 2009年（平成21年）9月28日 - 新外来棟開院
- 2011年（平成23年）4月1日 - 組織再編に伴い別府先進医療センターが九州大学病院別府病院に名称変更。
- 2016年（平成28年）1月 - 臨床研究中核病院として承認。

## 医療機関の指定・認定
（下表の出典）
| 保険医療機関                           | 労災保険指定医療機関                                     |
| 指定自立支援医療機関（更生医療）       | 指定自立支援医療機関（育成医療）                         |
| 指定自立支援医療機関（精神通院医療）   | 身体障害者福祉法指定医の配置されている医療機関           |
| 精神保健指定医の配置されている医療機関 | 生活保護法指定医療機関                                   |
| 結核指定医療機関                       | 指定養育医療機関                                         |
| 指定小児慢性特定疾病医療機関           | 難病の患者に対する医療等に関する法律に基づく指定医療機関 |
| 戦傷病者特別援護法指定医療機関         | 原子爆弾被害者医療指定医療機関                           |
| 原子爆弾被害者一般疾病医療取扱医療機関 | 母体保護法指定医の配置されている医療機関                 |
| 特定機能病院                           | 臨床研究中核病院                                         |
| 災害拠点病院（地域）                   | 救命救急センター                                         |
| 臨床研修病院                           | 臨床修練病院等                                           |
| 臨床教授等病院                         | がん診療連携拠点病院                                     |
| エイズ治療拠点病院                     | 特定疾患治療研究事業委託医療機関                         |
| DPC対象病院                            | 総合周産期母子医療センター                               |
| 救急告示医療機関                       |                                                          |

- 小児がん拠点病院[6]
- 公益財団法人日本医療機能評価機構認定病院[7]
- このほか、各種法令による指定・認定病院であるとともに、各学会の認定施設でもある。

## 所在地
- 九州大学病院
  - 福岡県福岡市東区馬出三丁目1番1号

## 交通
- 福岡市地下鉄箱崎線「馬出九大病院前駅」下車。
- JR鹿児島本線・JR篠栗線「吉塚駅」下車徒歩10分。

## 施設

施設の写真
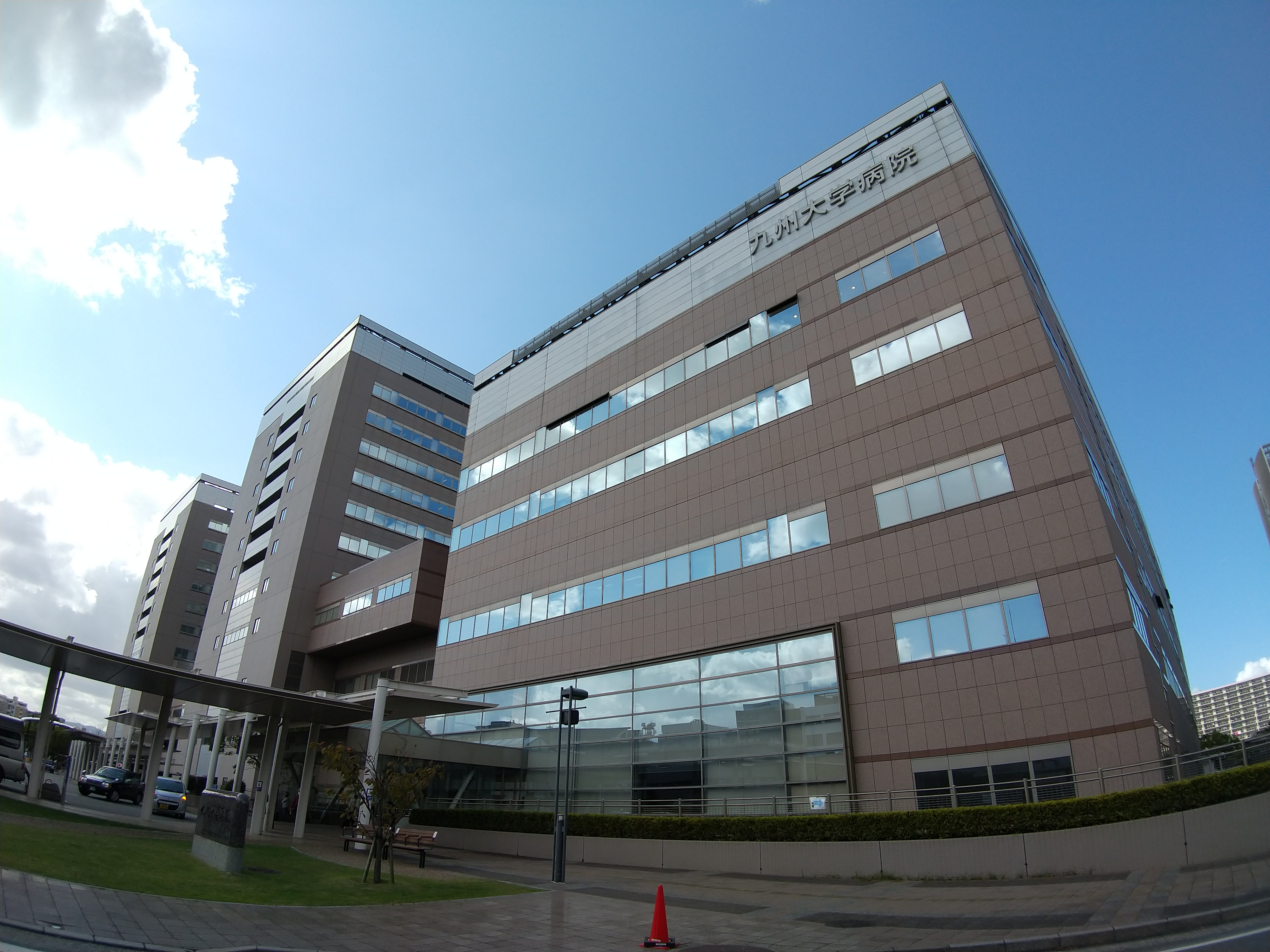
病院の全景（右より外来診療棟、病院・診療棟の北棟、南棟）
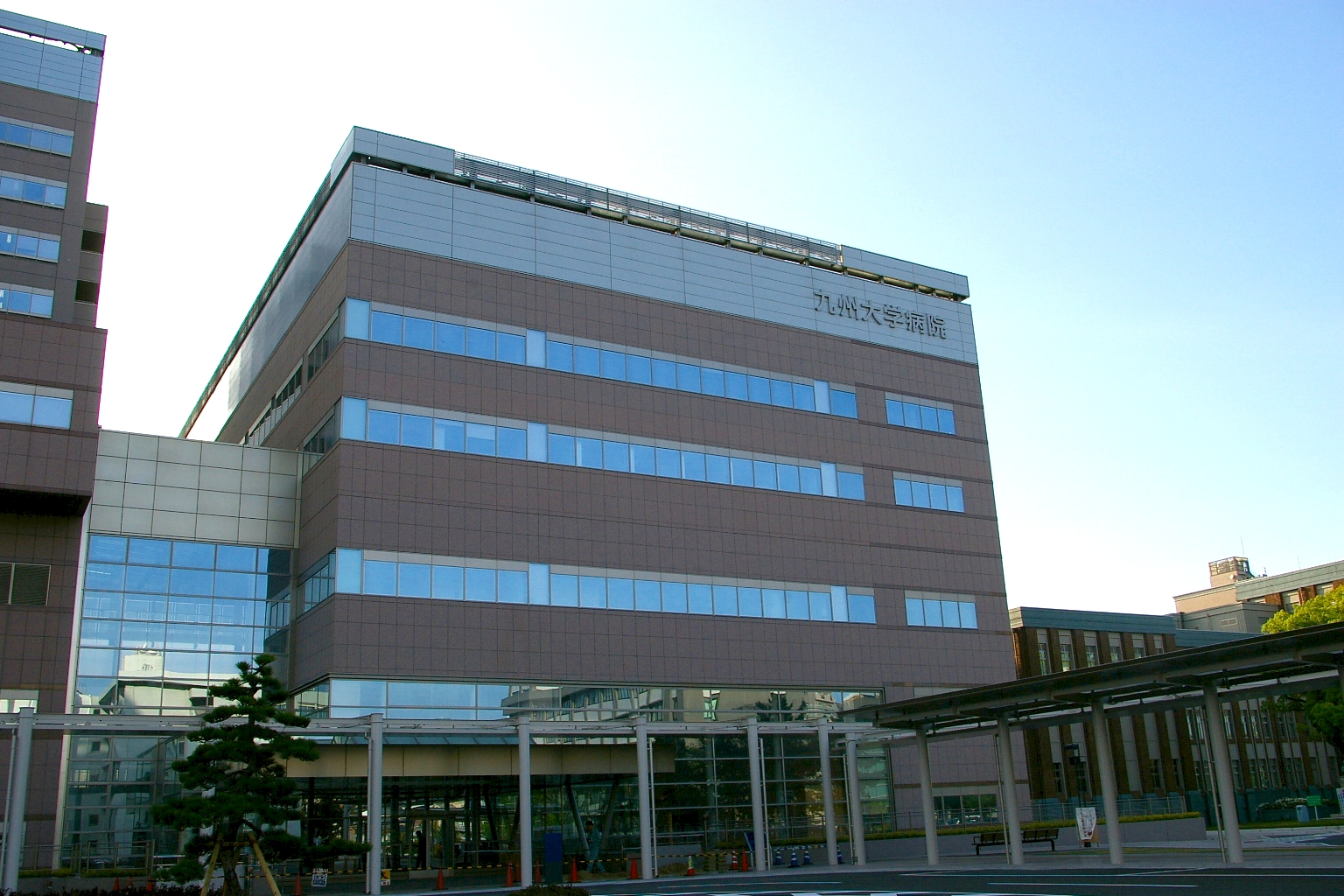
外来診療棟の東側
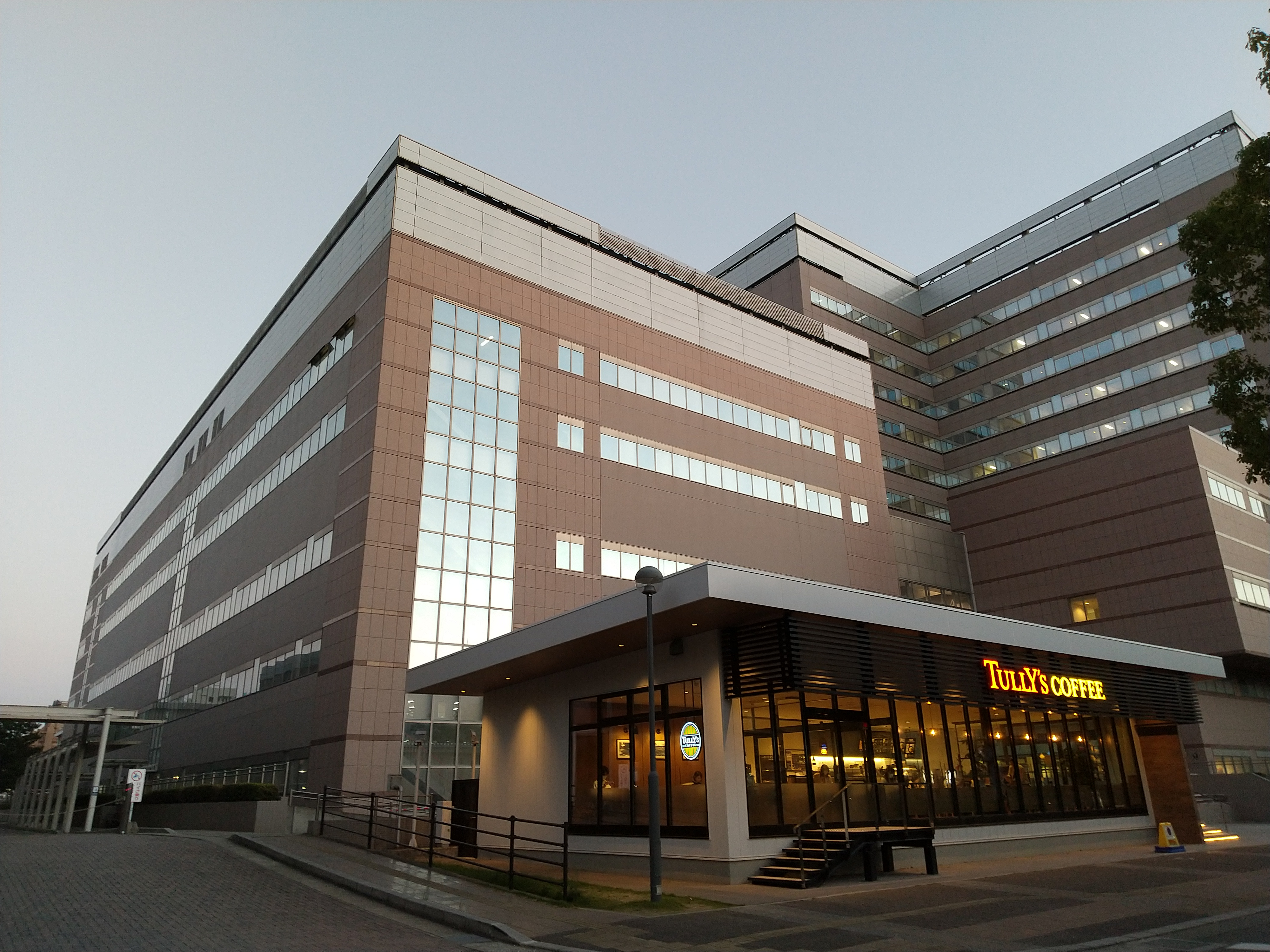
外来診療棟の西側
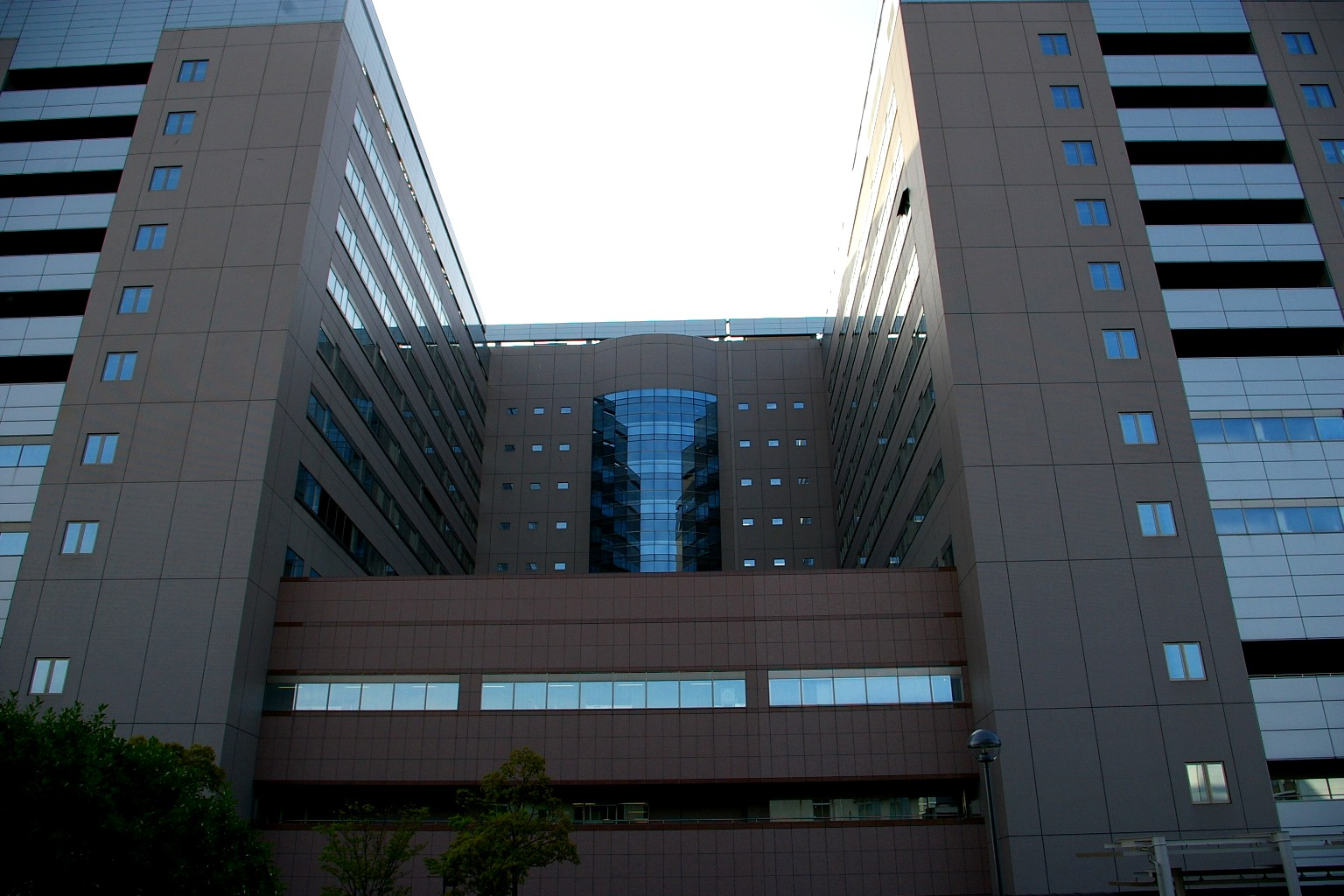
北棟と南棟の間隙
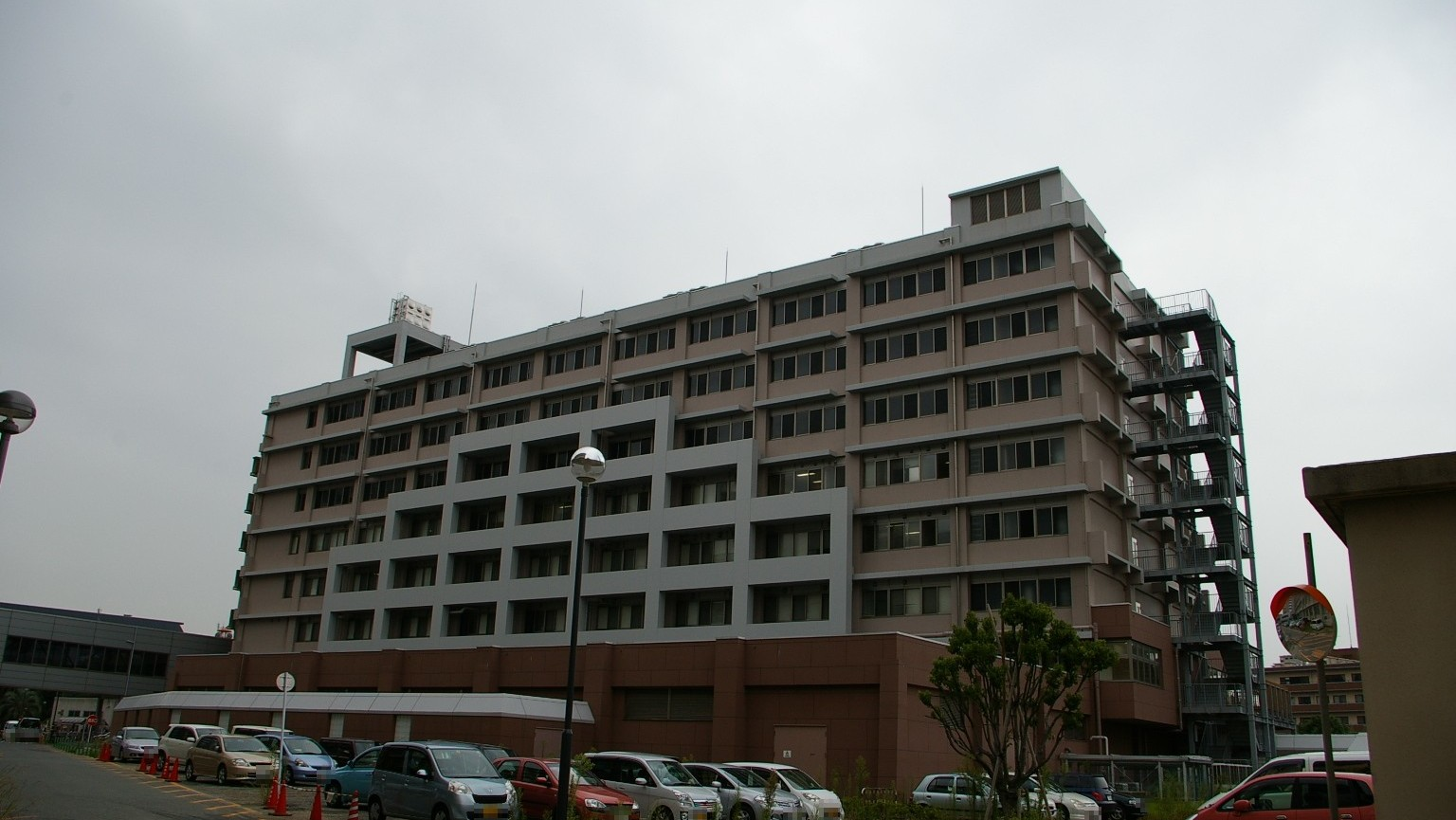
ウェスト･ウィング
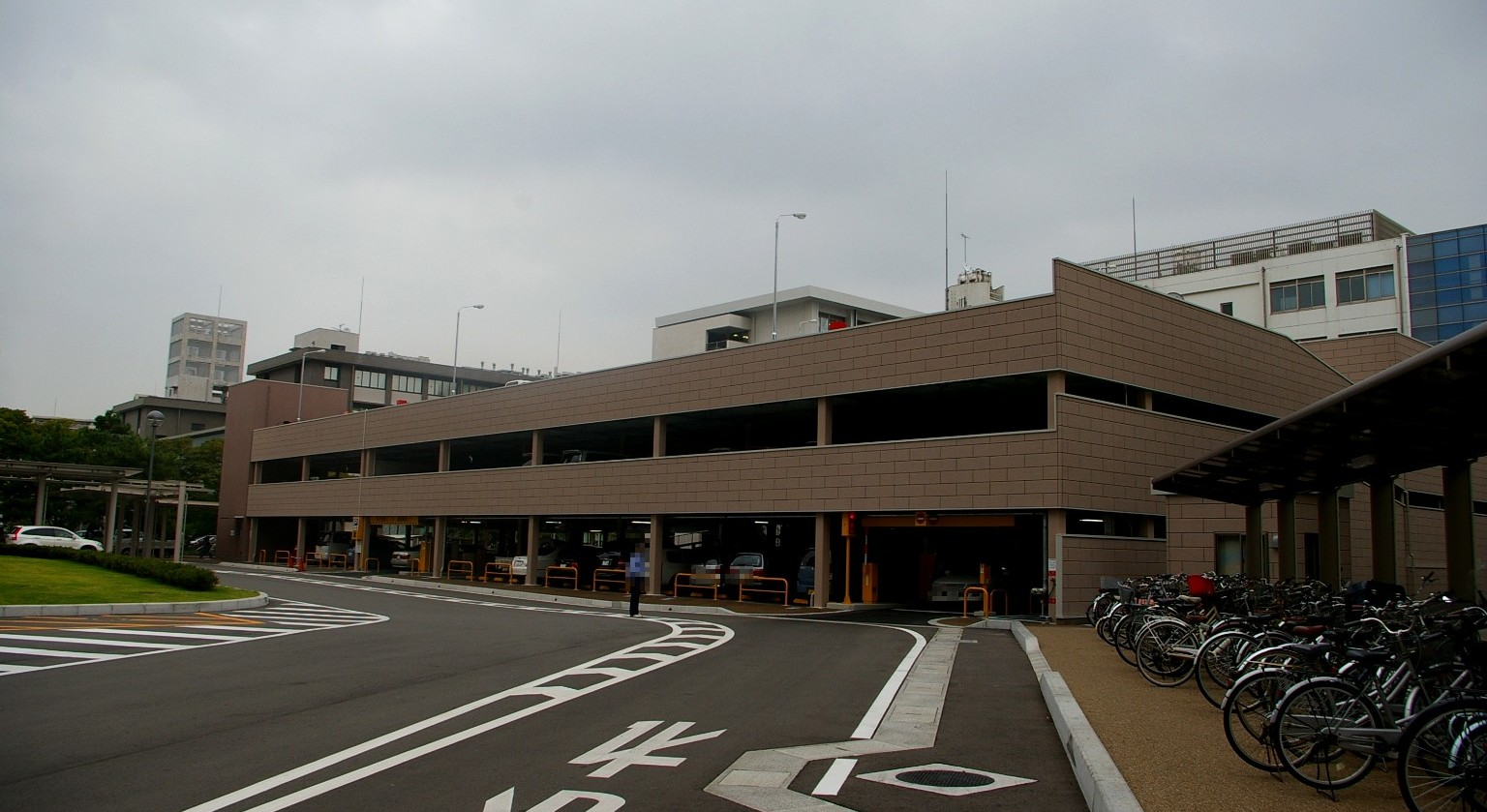
外来診療棟前駐車場（取り壊し済） （186台収容）
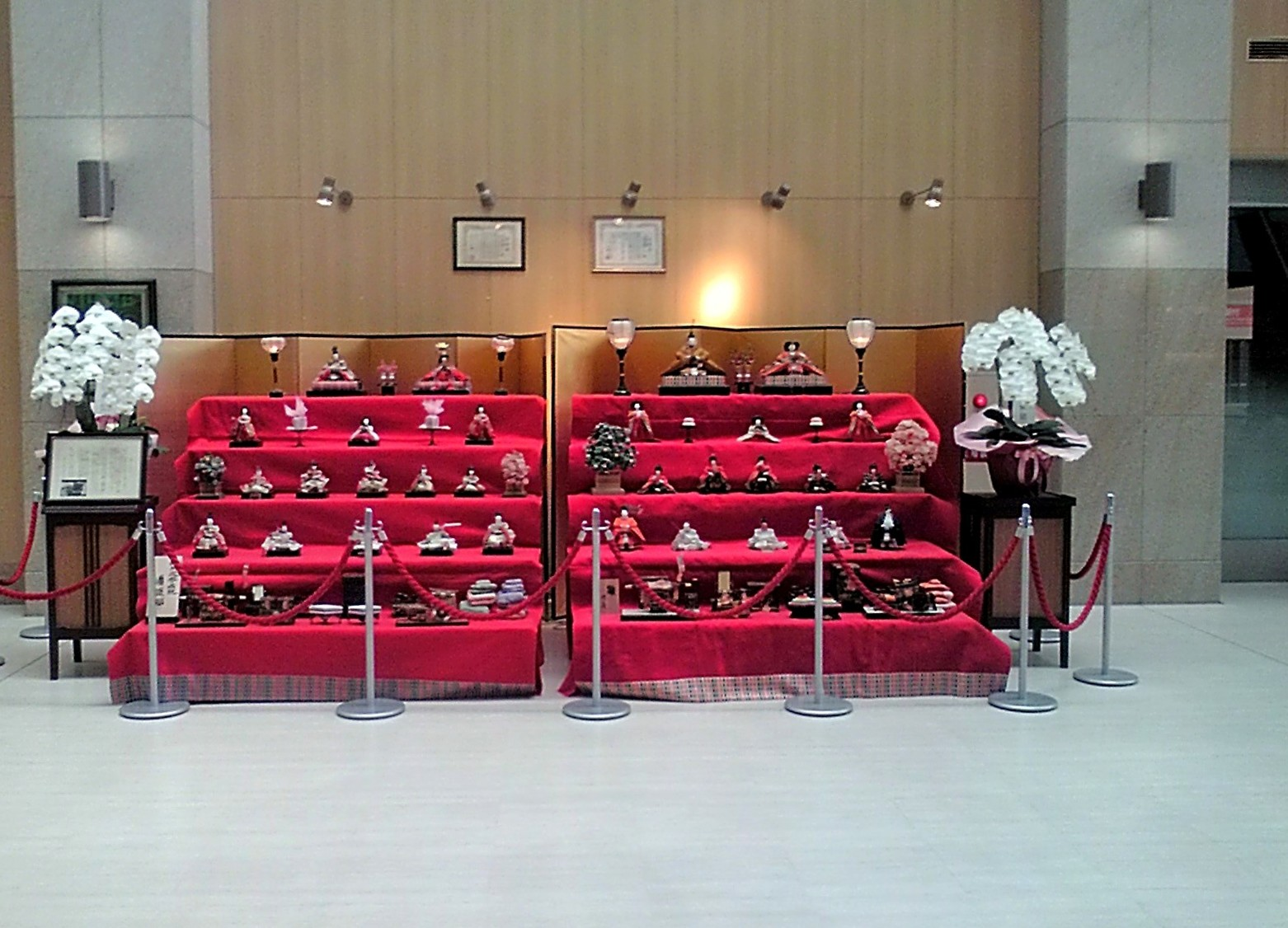
ひな祭り 一階ロビーにて
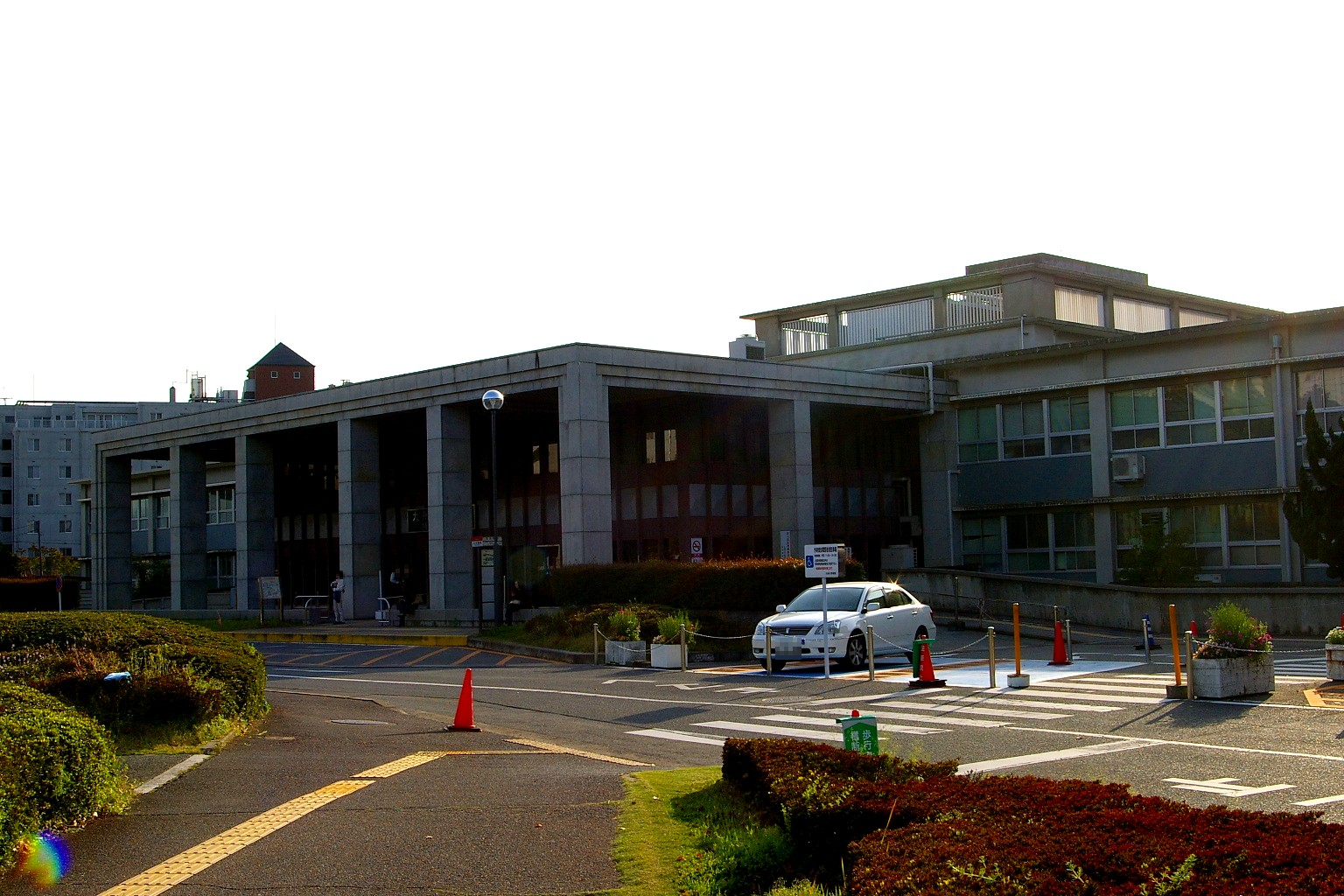
（旧）病院外来診療棟